# Krone Agriculture
Die Krone Agriculture SE (ehemals Maschinenfabrik Bernard Krone) ist die Obergesellschaft des Teilkonzerns Landmaschinentechnik der Bernard Krone SE & Co. KG mit Sitz in Spelle im Landkreis Emsland. Das Unternehmen erzielte im Geschäftsjahr 2021/22 einen Umsatz in Höhe von 828,3 Mio. Euro.

## Geschichte

### Gründung und Anfänge
1906 wurde die Maschinenfabrik Bernard Krone in Spelle durch den Schmiedemeister Bernhard Krone und seine Frau Anna gegründet. Der Betrieb konzentrierte sich zunächst auf den Hufbeschlag. Unter der Führung von Bernard Krone I, dem Sohn des Firmengründers, kam ein Maschinenhandel sowie eine kleine Landmaschinenfertigung hinzu.
Gegen Ende der 1920er-Jahre wurden Handstrohschneider, Stroh- und Rübenschneider, Kartoffelquetschen, Scheibeneggen und Grubber ins Produktionsprogramm aufgenommen. Kurz darauf, im Jahr 1930, erhielt Krone das Reichspatent für den Bau eines pferdegezogenen Düngerstreuers. Nach dem Zweiten Weltkrieg produzierte Krone neue Maschinen, wie eine Zentrifugal-Jauchepumpe mit Rührwerk und verzinktem Gehäuse. 1948 begann Krone, in einer neu gebauten Produktionshalle Erdschaufeln, Scheibeneggen, Grubber, Düngerstreuer und gummibereifte Ackerwagen zu fertigen. 1951 erfolgte die Vorstellung des ersten geländegängigen Anbauwechselpfluges, mit dessen Pflughebevorrichtung die Traktoren das Pflügen ohne Hydraulik und Hubwerk verrichten konnten. Mit der Motoregge im Jahr 1954 führte Krone die erste Landmaschine des Unternehmens ein, die mit Zapfwellen angetrieben wurde. Der Miststreuer Optimat wurde 1957 auf den Markt gebracht.

### Expansion im In- und Ausland
1963 wurde ein Zweigwerk in Werlte gegründet, wo ein Teil der Emsland-Kipper hergestellt wurde; der Ladewagen Lademeister wurde ein Jahr später vorgestellt. 1966 brachte Krone erstmals ein Trommelmähwerk auf den Markt.
Nach dem Tod von Bernard Krone I 1970 wurde dessen 29-jähriger Sohn Bernard Krone II Geschäftsführer des Unternehmens. Die Gründung einer Tochtergesellschaft in den USA erfolgte 1973. Im selben Jahr wurde das Unternehmen LVD Bernard Krone gegründet, das Landtechnik vertreibt. 1977 entwickelte Krone mit der KR 180 die erste Rundballenpresse. Die ersten Kreiselzettwender und Kreiselschwader wurden 1989 produziert. 1993 wurde die erste Großpackenpresse mit dem Namen BiG Pack gebaut, die als erste Landmaschine von Krone in der heute gängigen Farbe Grün-Beige und nicht mehr in Rot-Beige auf den Markt gebracht wurde. Ein Jahr später wurde die Fertigung von Bodenbearbeitungsmaschinen eingestellt und Krone konzentrierte sich fortan auf den Bereich Futtererntetechnik. 1996 brachte Krone den selbstfahrenden Großflächenmäher BiG M auf den Markt, der mit seiner Mähleistung zwei Weltrekorde aufstellte und damit einen Eintrag im Guinness-Buch der Rekorde 2001 generierte. Ein Jahr später präsentierte das Unternehmen die erste Press-Wickelkombination Combi Pack. 2000 brachte Krone den selbstfahrenden Feldhäcksler BiG X und das reihenunabhängige Maisgebiss EasyCollect auf den Markt.

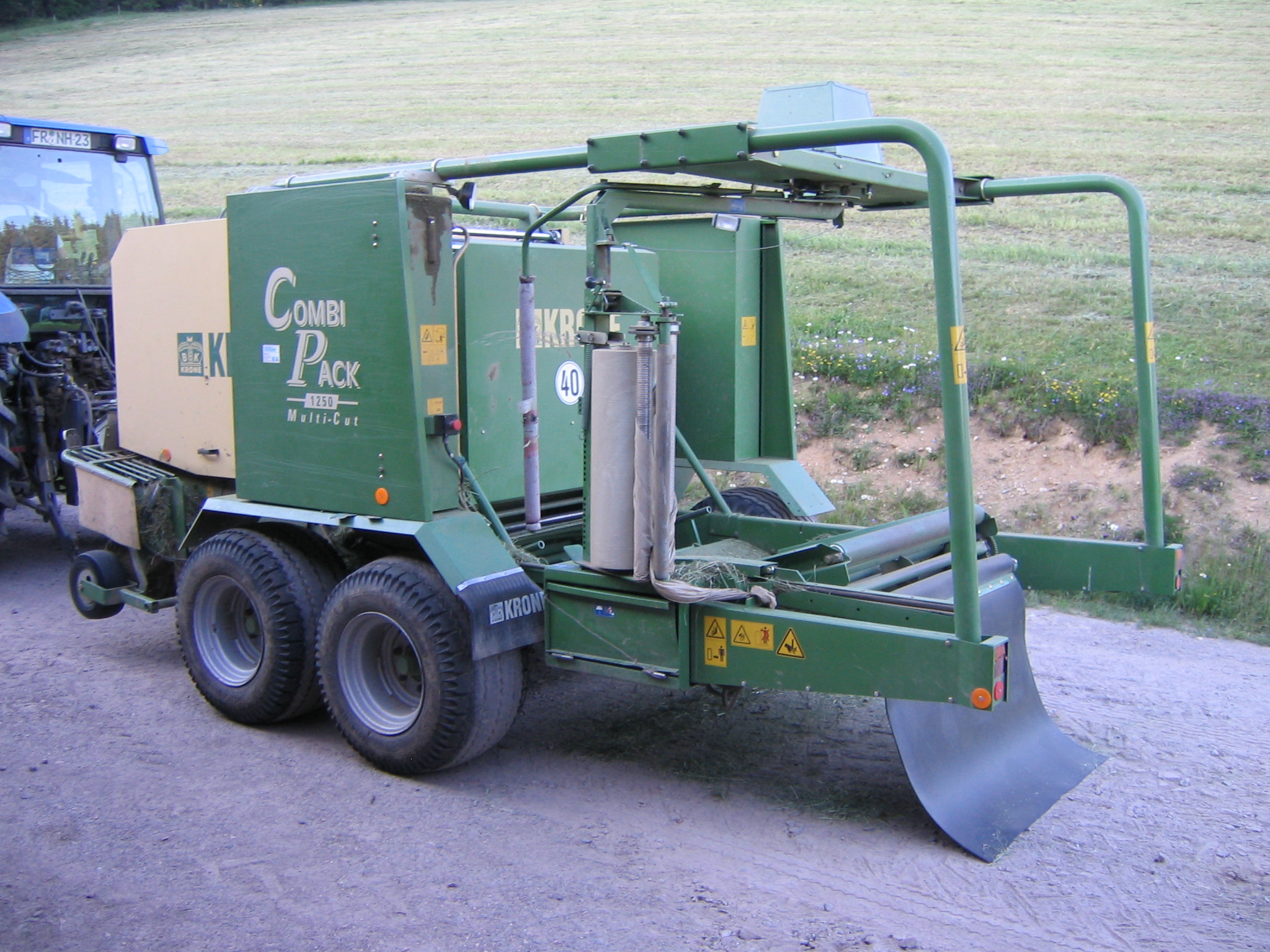
CombiPack 1250

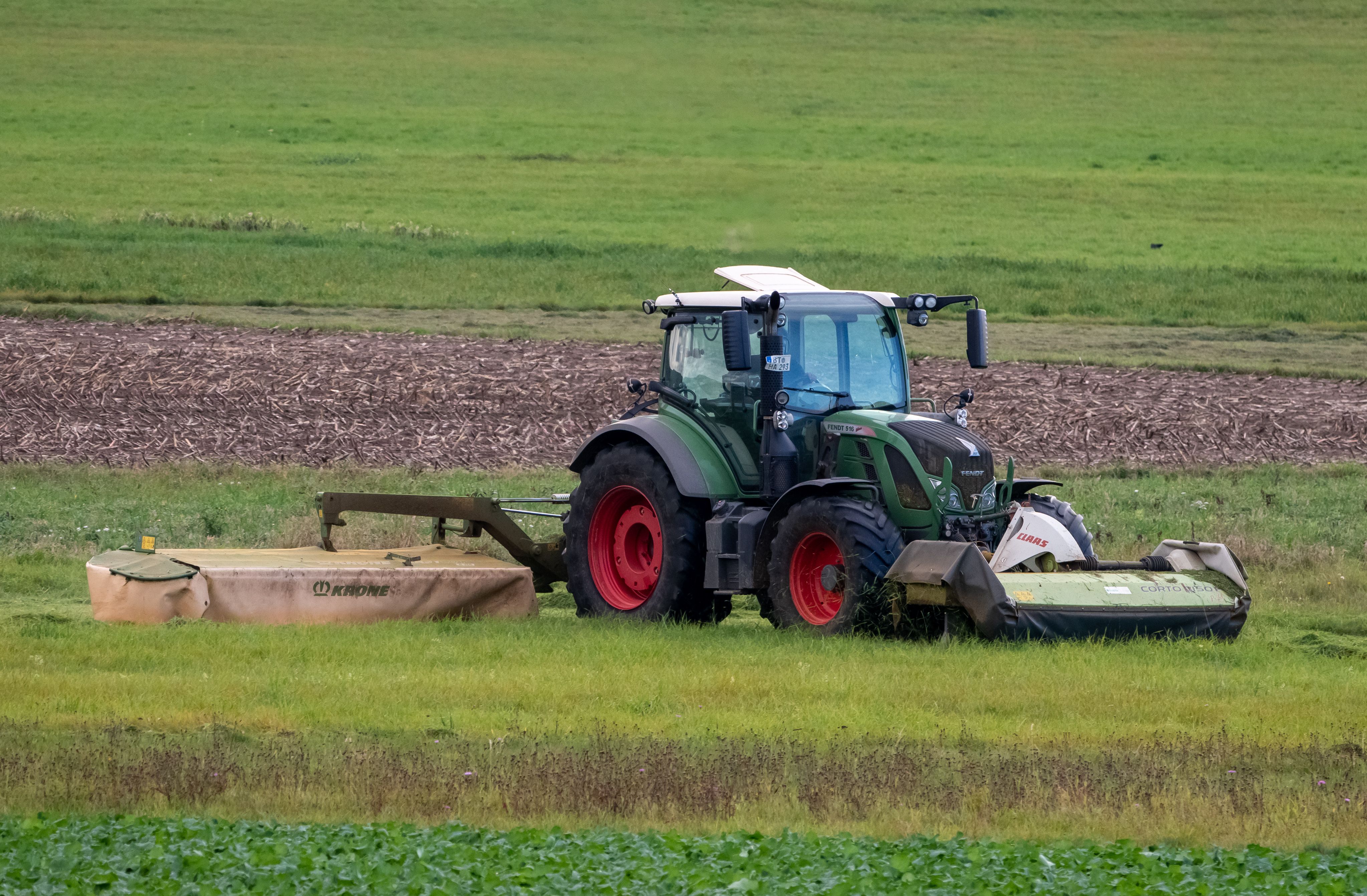
Traktor mit Krone-Mähwerk

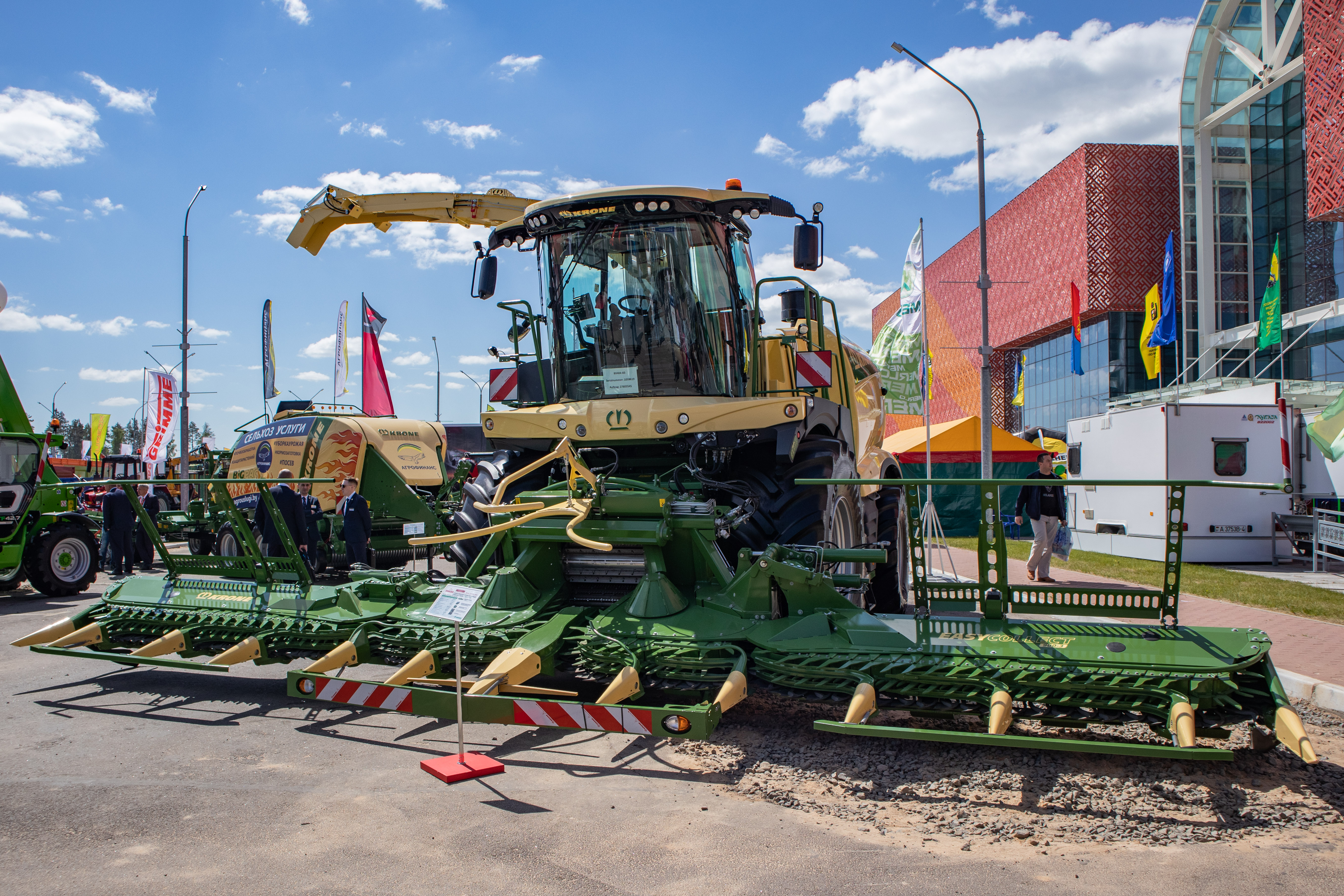
Krone BiG X 1180

2005 wurden die Feldhäcksler-Modelle BiG X 500 und BiG X 1000 von Krone vorgestellt. Ebenfalls ab 2005 bot Krone eine auf die Anforderungen moderner Biogasanlagen abgestimmte Häckseltrommel an. 2007 wurde Bernard Krone in vierter Generation Geschäftsführer der Krone Holding. Im selben Jahr nahm Krone am Standort in Spelle eine neue Farbgebungsanlage in Betrieb. Im August 2010 wurde Bernard Krone IV Geschäftsführer der gesamten Krone-Gruppe.
Die Nonstop-Rundballen-Press-Wickelkombination Ultima, mit der Arbeitsgänge wie das Abbinden und Entladen der Ballen während der Fahrt erledigt werden können, stellte Krone 2011 vor.
2012 eröffnete Krone in Spelle für 2,6 Millionen Euro ein neues Logistikzentrum. Ein Jahr später folgte die Einweihung eines neuen Trainingszentrums, das Schulungen für Techniker und Händler anbietet und eine Teststrecke für Feldhäcksler enthält. 2014 investierte Krone 14,5 Millionen Euro in ein Technologiezentrum mit Platz für 500 Mitarbeiter.
Im Geschäftsjahr 2015 stellten die Exportumsätze 70 Prozent des Gesamtumsatzes dar. Mit dem Premos 5000 präsentierte Krone bei der Agritechnica 2015 eine mobile Pelletpresse, mit der die Produktion der Pellets bereits auf dem Feld erfolgt. 2016 wurde die Geschäftsstruktur aller zu Bernard Krone gehörenden Unternehmen angepasst. Im Zuge dessen wurde zum 1. Januar 2016 der Bereich Landtechnik mit der Gründung der Krone Agriculture SE in Spelle zusammengefasst.
Ebenfalls 2016 gründete Krone in Saint-Arnoult-en-Yvelines auf einer 1,6 Hektar großen Fläche die französische Tochtergesellschaft Krone SAS.

### Jüngere Entwicklungen
2018 stellte Krone den Feldhäcksler BiG X 1180 vor, der mit über 1.156 PS der zu der Zeit leistungsstärkste Feldhäcksler der Welt war. Im Jahr 2021 weihte Krone in Lingen auf einer Fläche von 13 Hektar mit dem „Future Lab“ ein 20 Millionen Euro teures Testzentrum ein, das eine Maschinenhalle mit Werkstätten sowie eine Testhalle mit Prüfständen und Büros und eine Teststrecke für Lkw-Anhänger und Landmaschinen umfasst. Ein Jahr später stellte Krone gemeinsam mit der Firma Lemken die Konzeptstudie einer autonomen „Verfahrenstechnischen Einheit“ (VTE) vor. Hierbei handelt es sich um eine autonome Landmaschine mit dieselelektrischen Antrieb, die ohne Fahrer per Fernbedienung oder mit einem Tablet-PC gesteuert wird, und in Kombination mit verschiedenen Anbaugeräten aus einer Antriebseinheit besteht. Die autonome Landmaschine war im Jahr zuvor in den Bereichen Grubbern, Pflügen, Säen, Mähen, Wenden und Schwaden getestet worden.

## Unternehmensstruktur
Krone Agriculture SE fungiert als Konzernobergesellschaft des landwirtschaftlichen Teilkonzerns der direkten Muttergesellschaft Bernard Krone SE & Co. KG. Im Geschäftsjahr 2021/22 erwirtschaftete das Unternehmen einen Umsatz in Höhe von 828,3 Mio. Euro und beschäftigte 2.195 Mitarbeiter.

## Produkte und Märkte
In der Landtechnik liegt der Schwerpunkt des Unternehmens im Bereich Grundfutter-Erntetechnik. Krone fertigt Maschinen für Lohnunternehmen, Landwirte und Maschinenringe. Das Unternehmen bietet unter anderem Scheibenmähwerke, Kreiselzettwender, Rundballen- und Großpackenpressen sowie Lade- und Transportwagen an. Die zwei Selbstfahrer, der Mähaufbereiter BiG M und der Feldhäcksler BiG X, stellen die Flaggschiffe des Programms dar.
Hauptabsatzmärkte von Krone Agriculture sind Deutschland, West- und Osteuropa sowie Nordamerika.

## Auszeichnungen
- 2006: Auszeichnung des MultiBale Systems der Großpackenpresse BiG Pack mit dem Preis „Innovative Technik“ auf der Fachmesse FIMA[38]
- 2007: DLG-Goldmedaillen für die Rundballenpresse Comprima sowie für das Comprima-Fördersystem Novogrip durch die Neuheitenjury der Deutschen Landwirtschafts-Gesellschaft (DLG)[19][39]
- 2009: DLG-Silbermedaillen für das VariStream-System für den Feldhäcksler BiG X und das EasyCut 32 CV Float durch die Neuheitenjury der Deutschen Landwirtschafts-Gesellschaft[19][40]
- 2011: DLG-Goldmedaille für die Nonstop-Rundballen-Press-Wickelkombination Ultima durch die Neuheitenjury der Deutschen Landwirtschafts-Gesellschaft[19]
- 2015: DLG-Goldmedaille für den Pellet-Vollernter Premos 5000 durch die Neuheitenjury der Deutschen Landwirtschafts-Gesellschaft[19][24]
- 2018: Auszeichnung der BiG X-Baureihe als „Maschine des Jahres“ durch eine internationale Jury aus Landtechnik-Journalisten[41]
- 2022: Auszeichnung des Transportwagens GX mit dem Preis „Farm Machine 2022“ durch eine internationale Fachjury[42]
- 2023: Auszeichnung für das OptiGrass-Schneidwerk des Ladewagens ZX mit dem Preis „Farm Machine 2024“ auf der Agritechnica durch eine internationale Fachjury[42][43]

## Veröffentlichungen
- Nicola Krone: 100 Jahre Krone. 2005, Landwirtschaftsverlag GmbH Münster-Hiltrup, ISBN 3-7843-3381-8
- Nicola Krone: 110 Jahre Krone. 2016, Bernard Krone Holding SE & Co. KG, ISBN 978-3-00-054904-5
- Nicola Krone: 100 Jahre Krone – Der Film zum Buch